# Puente Mike O'Callaghan–Pat Tillman
El puente Mike O'Callaghan–Pat Tillman es un arco situado en Estados Unidos que cruza el río Colorado entre los estados de Arizona y Nevada. Está localizado dentro de la zona recreativa del lago Mead aproximadamente a 30 millas (48 km) al sureste de Las Vegas, y lleva la carretera interestatal 11 y la ruta federal 93 sobre el río Colorado. Abierto en 2010, es el componente clave  del proyecto de bypass para la presa Hoover, que volvió a conectar por su trazado previo la carretera 93 que pasaba por encima de la presa Hoover, eliminando además curvas en horquilla y curvas ciegas. Se le llama conjuntamente Mike O'Callaghan, por el Gobernador de Nevada de 1971 a 1979, y Pat Tillman, por un jugador de fútbol americano que dejó su carrera con los Cardenales de Arizona para alistarse al Ejército de Estados Unidos y falleció en Afganistán, víctima accidental del fuego de su propio ejército.
Ya en los años 1960, los técnicos advirtieron que la vía sobre la presa Hoover era peligrosa e inadecuada para los volúmenes de tráfico previstos. Desde 1998 a 2001, técnicos de Arizona, Nevada, y varias agencias del gobierno federal colaboraron para determinar el mejor punto para cruzar el río. En marzo de 2001, la Federal Highway Administration seleccionó la ruta, que cruza el río Colorado aproximadamente a 460 metros río abajo de la propia presa. La construcción de las aproximaciones al puente empezaron en 2003, y la construcción del puente empezó en febrero de 2005. El puente estuvo completado en 2010 y el bypass entero se abrió al tráfico el 19 de octubre de 2010. El proyecto de bypass de la presa de Hoover fue completado con un presupuesto de un coste de 240 millones de dólares, siendo 114 millones el gasto solo en el puente.
El puente se convirtió en la primera estructura compuesta de acero y hormigón en arco construida en Estados Unidos, además de ser el arco en hormigón más largo del Hemisferio Occidental. Con 270 metros sobre el río Colorado, es el segundo puente más alto del país después del puente Royal Gorge cerca de Cañon City, Colorado.

## Historia

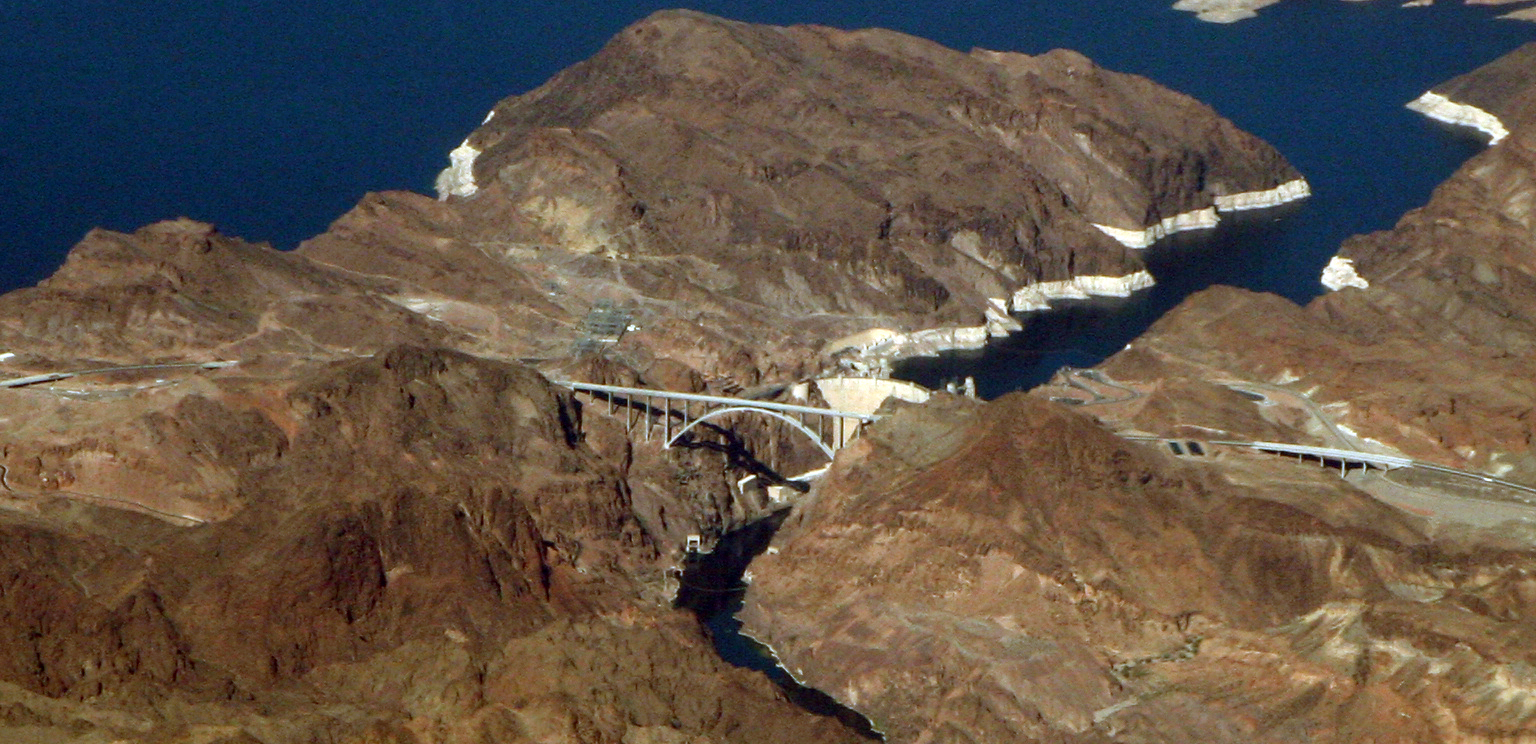
Puente nuevo y bypass en la Presa de Hoover.

En 1935, la Asociación Americana de Oficiales de Carretera Estatal (AASHO, más tarde AASHTO) autorizó extender la ruta federal 93 desde donde terminaba, en Glendale (Nevada) hasta Kingman (Arizona) pasando por las Vegas y Boulder City y cruzando el Río Colorado por la Presa Hoover (también conocida como Presa Boulder). El condado de Clark estaba escasamente poblado por aquella fecha, apenas 9000 habitantes desde el censo de 1930 (comparado con los dos millones en 2013). El desarrollo en la ciudad y alrededores de Las Vegas la convirtieron en la segunda mitad del siglo XX en una gran atracción turística, y la US 93 se convirtió en un importante corredor de transporte de pasajeros y comercial entre Las Vegas y Phoenix. En 1995, el tramo de la US-93 por encima de la Presa Hoover fue incluido como parte del Corredor CANAMEX, una vía de transporte de prioridad alta establecida bajo el Acuerdo de Comercio Libre norteamericano (NAFTA). Este puente es un componente clave del proyecto Interstate 11.
El tráfico por la US 93 combinado con el paso de peatones y el tráfico turístico provocaba congestiones en la misma presa y en las aproximaciones. La aproximación a la presa se realizaba por curvas en horquilla, en ambos lados de la presa (desde Nevada y Arizona) y el terreno limitaba la visibilidad en las curvas. Además de considerar la seguridad del tráfico, los técnicos estaban preocupados por la seguridad y el mantenimiento de la presa Hoover, específicamente el impacto de un accidente vehicular en las operaciones de la presa y en las aguas del Lago Mead.  Los técnicos estudiaron primero la necesidad de un nuevo cruce sobre el río Colorado que evitara la presa en los años 1960 El US Bureau of Reclamation, el cual operaba el dique, empezó a trabajar en el "Proyecto de Puente de Río de Colorado" en 1989, pero el proyecto fue puesto en espera en 1995. En 1997 la Federal Highway Administration retomó el proyecto y liberó un borrador de declaración de impacto medioambiental en 1998. De 1998 a 2001 los técnicos estatales de Arizona y Nevada así como varias agencias de gobierno federales estudiaron la viabilidad de varias rutas alternativas y cruces de río, así como la viabilidad de modificar la carretera sobre la presa, restringiendo el tráfico sobre el dique, o haciendo nada.
En marzo de 2001 la Federal Highway Administration emitió un Registro de Decisión que indica su selección de la "Alternativa de la Montaña Sugarloaf". El proyecto final se extendía por 3,5 km de carretera en Nevada, 1,8 de carretera en Arizona, y una longitud de puente de 580 m que cruzaría el río 460 m río abajo al sur de la presa Hoover. El trabajo de diseño empezó en julio de 2001.
Las medidas de seguridad implementadas a raíz del ataque del 11 de septiembre prohibieron tráfico de camiones a través de la presa de Hoover. Con anterioridad a la conclusión del puente, los vehículos comerciales fueron obligados para seguir un desvío entre Boulder Ciudad y Kingman vía US 95, Nevada Ruta Estatal 163, cruzando el Colorado entre Laughlin y Bullhead City, y finalmente por Arizona Ruta Estatal 68. El desvío era de 167 km de largo, pero solo añadió 37 kilómetros al viaje normal por la US 93.

## Diseño

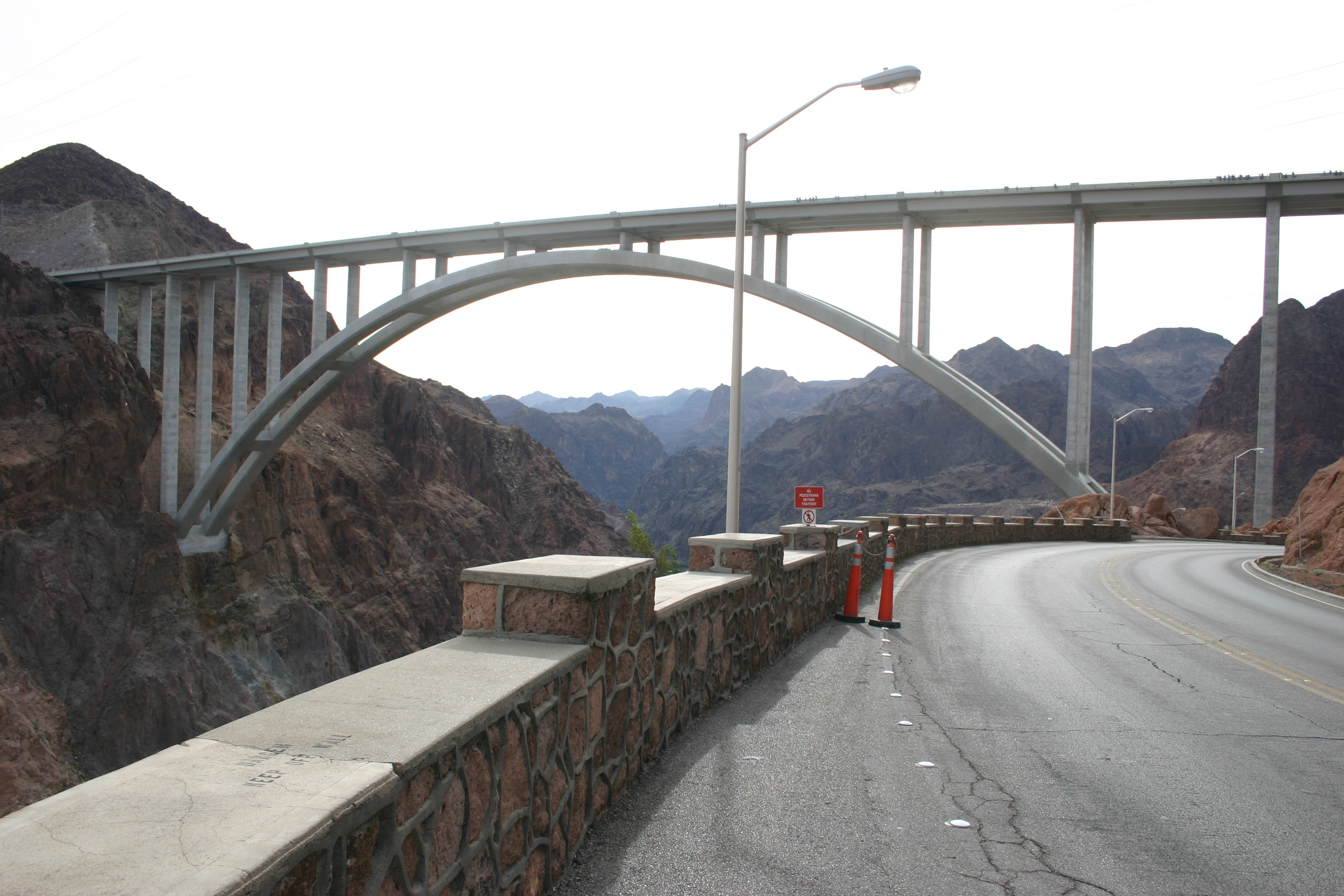
El puente completado visto del lado de Nevada en diciembre de 2010

El diseño del proyecto fue realizado por el equipo Hoover Support, dirigido por HDR, Inc. e incluyendo T.Y. Lin Internacional, Sverdrup Civil, Inc., y otros especialistas en la materia.
El puente tiene una longitud de 1900 pies (579 m) y una luz de 1060 pies (323,1 m). La superficie de la carretera se eleva a 900 pies (274,3 m) por encima del río Colorado y tiene cuatro líneas de ancho.
Es el primer puente compuesto de hormigón y acero en arco construido en Estados Unidos. Esto incluye el puente más ancho en arco de hormigón del Hemisferio Occidental y es también el segundo puente arco más alto de su nación, con un arco a 840 pies (256 m) por encima del río. Los arcos gemelos quedan conectados por refuerzos de acero.
El diseño compuesto, utilizando hormigón para el arco y las columnas y acero de construcción para el tablero, fue seleccionada por el control de plazo y coste además de ser estéticamente compatible con la presa de Hoover.
Sean Holstege en La República de Arizona llamó al puente "un triunfo americano". USA Today lo llamó "la nueva Maravilla de América" el 18 de octubre de 2010.
El acceso de peatones está previsto sobre el puente para turistas que desean tener una vista diferente de la presa y el río, pero la presa no es visible para aquellos que conducen sobre el puente. Existe un área de aparcamiento cerca del puente en el lado de Nevada que además ya era un mirador del área durante la construcción. Un conjunto de escaleras y rampas de acceso para discapacitados facilita el paso a través del puente.

## Construcción

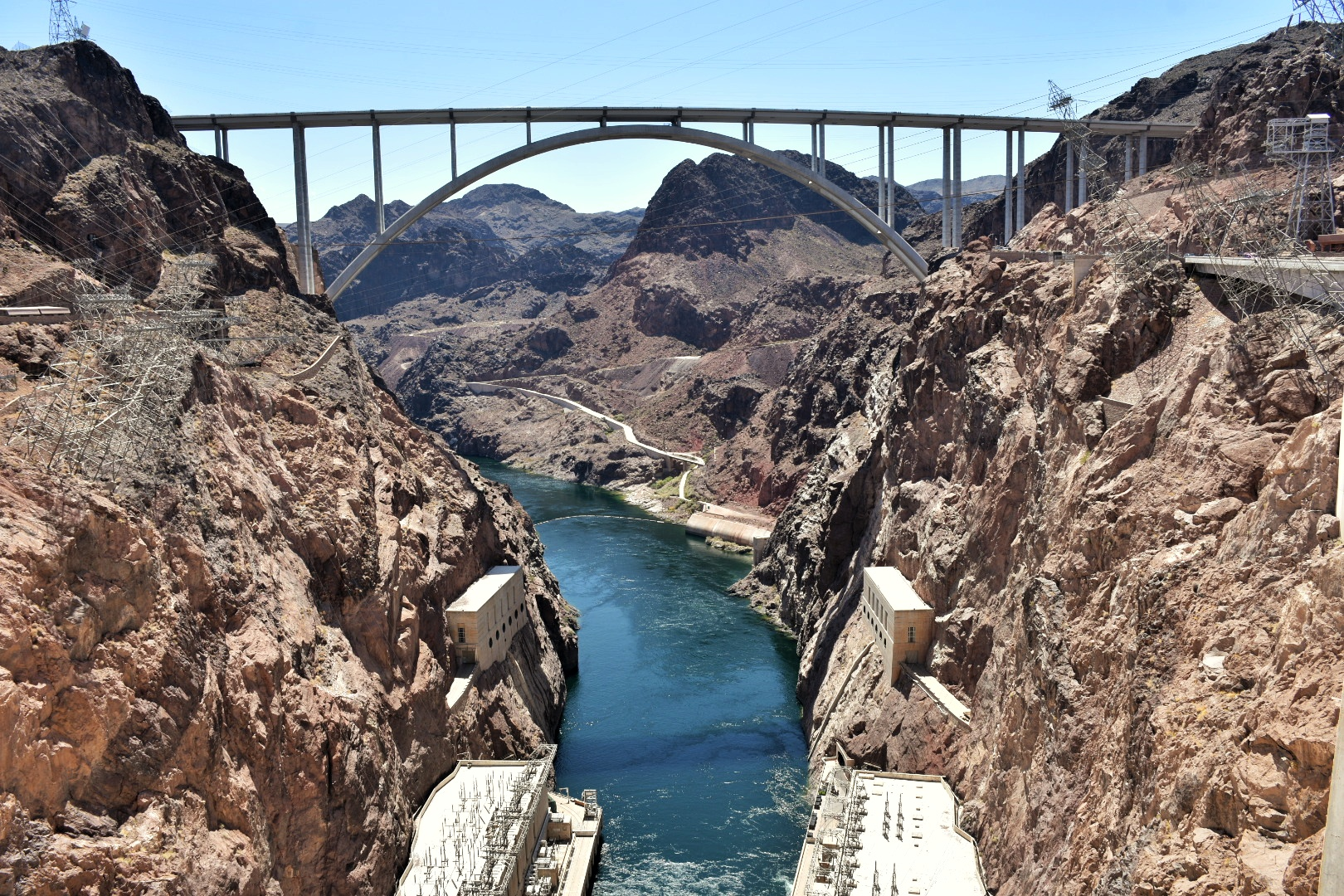
Vista desde la presa Hoover

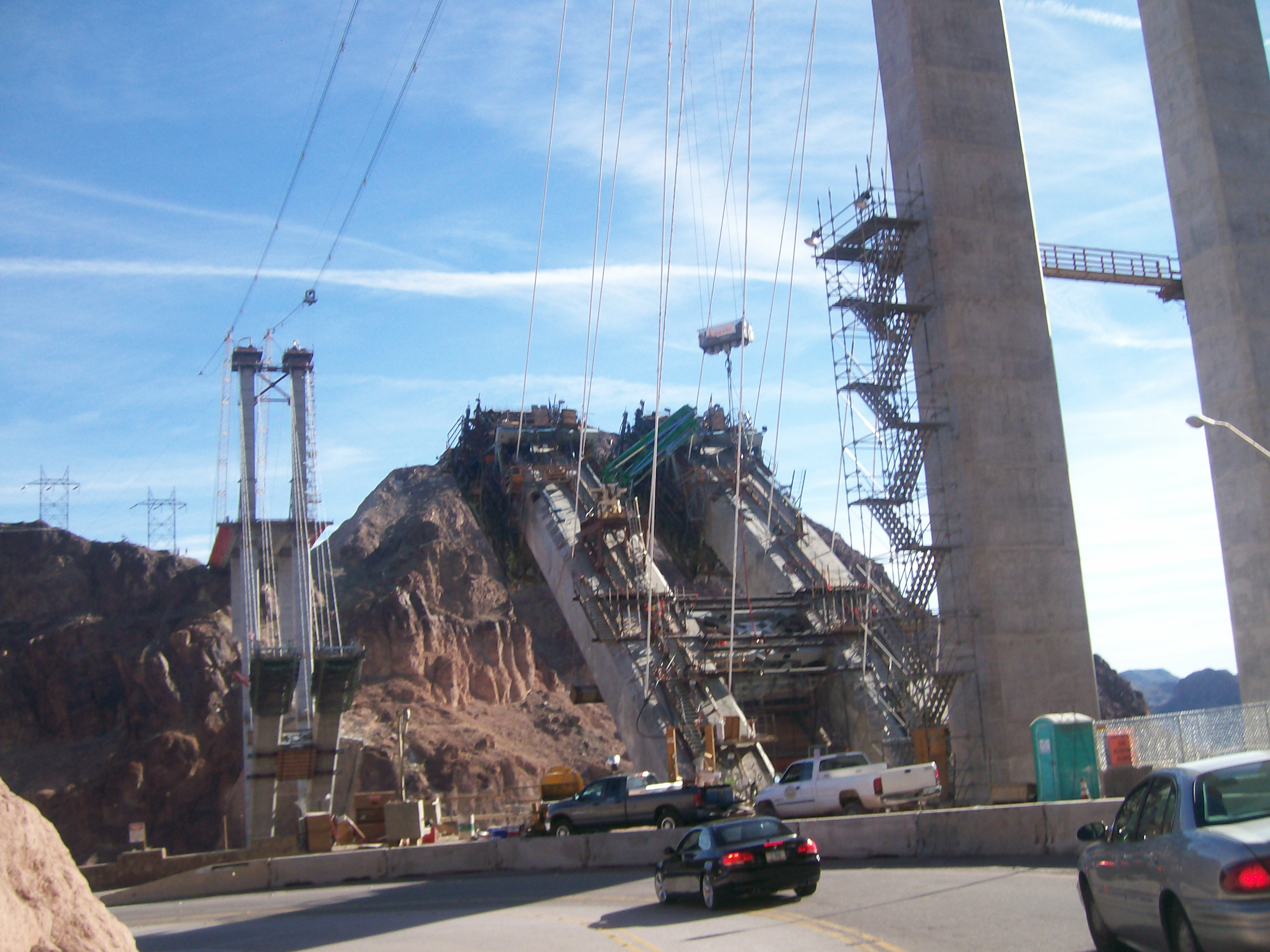
El puente en construcción, en enero de 2009

Los trabajos empezaron en 2003 en las aproximaciones de ambos estados y el contrato de construcción del arco fue otorgado en octubre de 2004. El obstáculo más grande al proyecto era el cruce de río. El puente y el bypass fueron construidos por un consorcio de diferentes agencias del gobierno y varios contratistas, entre ellos la Federal Highway Administration, el departamento de Arizona de Transporte, junto con su homólogo de Nevada. RE Monks Construction y Vastco. Inc. construyeron la aproximación desde Arizona, mientras que Edward Kraemer & Sons, Inc. construyeron la aproximación por Nevada. La pavimentación de todo el tramo corrió a cargo de Las Vegas Paving Corporation. El puente en sí mismo fue construido por Obayashi Corporation y PSM Construction USA, Inc., mientras que Frehner Construction Company, Inc. fue responsable de completar el resto de instalaciones viarias.
Un problema de permiso entre el Condado de Clark y el contratista Casino Ready Mix surgió en mayo de 2006 sobre la operación de una planta de hormigón para el proyecto, y esto causó un retraso de cuatro meses.

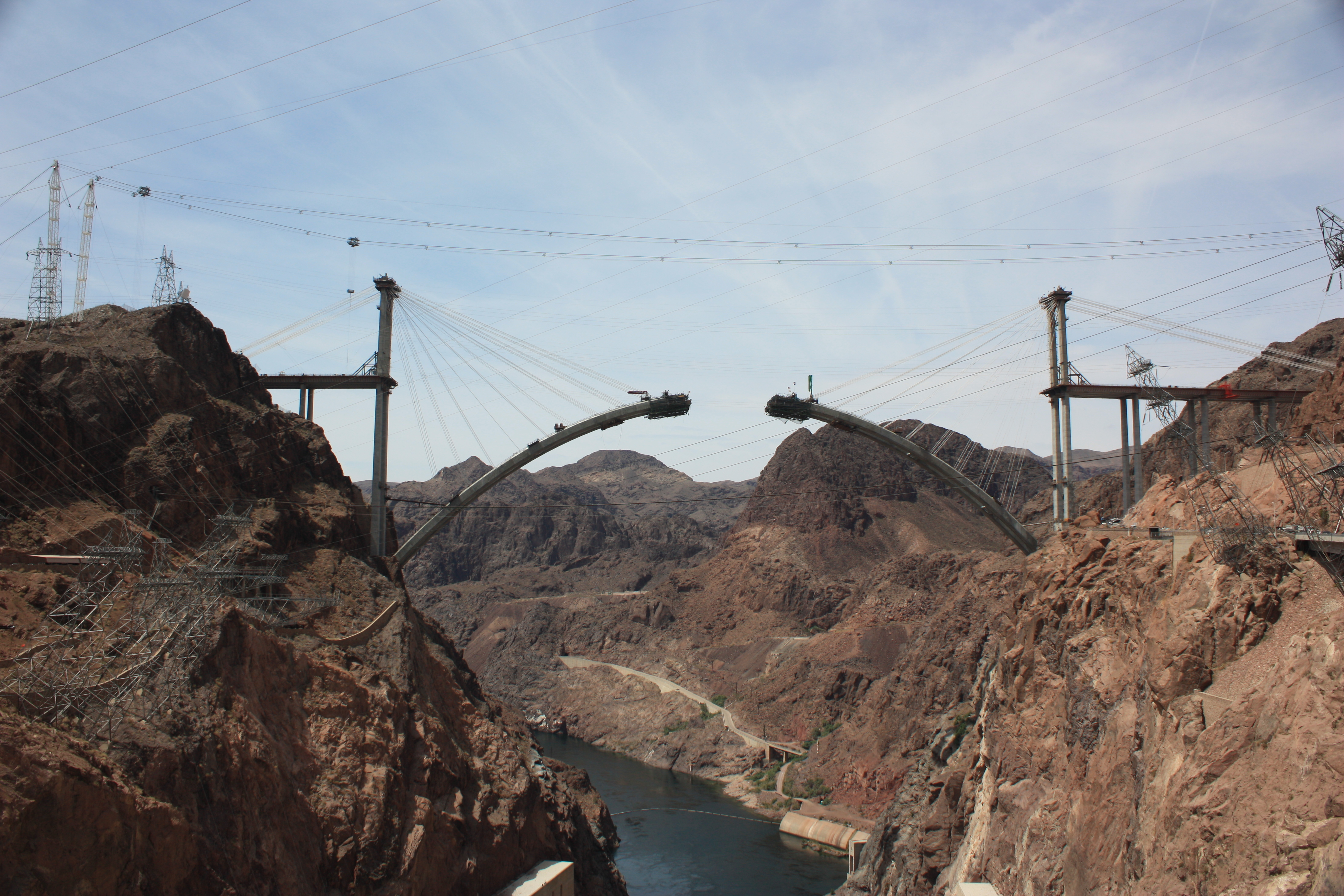
Construcción de los arcos, mostrando los tirantes diagonales y las grúas de línea encima. Junio 2009

La construcción requirió izar trabajadores y más de 45 tones de materiales a 270 metros por encima del río Colorado usando un sistema de grúa por cables de más de 700 metros de cable de acero. Los fuertes vientos provocaron la rotura del sistema de cables en septiembre de 2006, suponiendo un retraso de más de dos años. Las aproximaciones al arco, constando de siete pares de columnas de hormigón—cinco en el lado de Nevada y dos en el lado de Arizona—fueron completados en marzo de 2008. En noviembre de 2008, el trabajador Sherman Jones murió en un accidente.

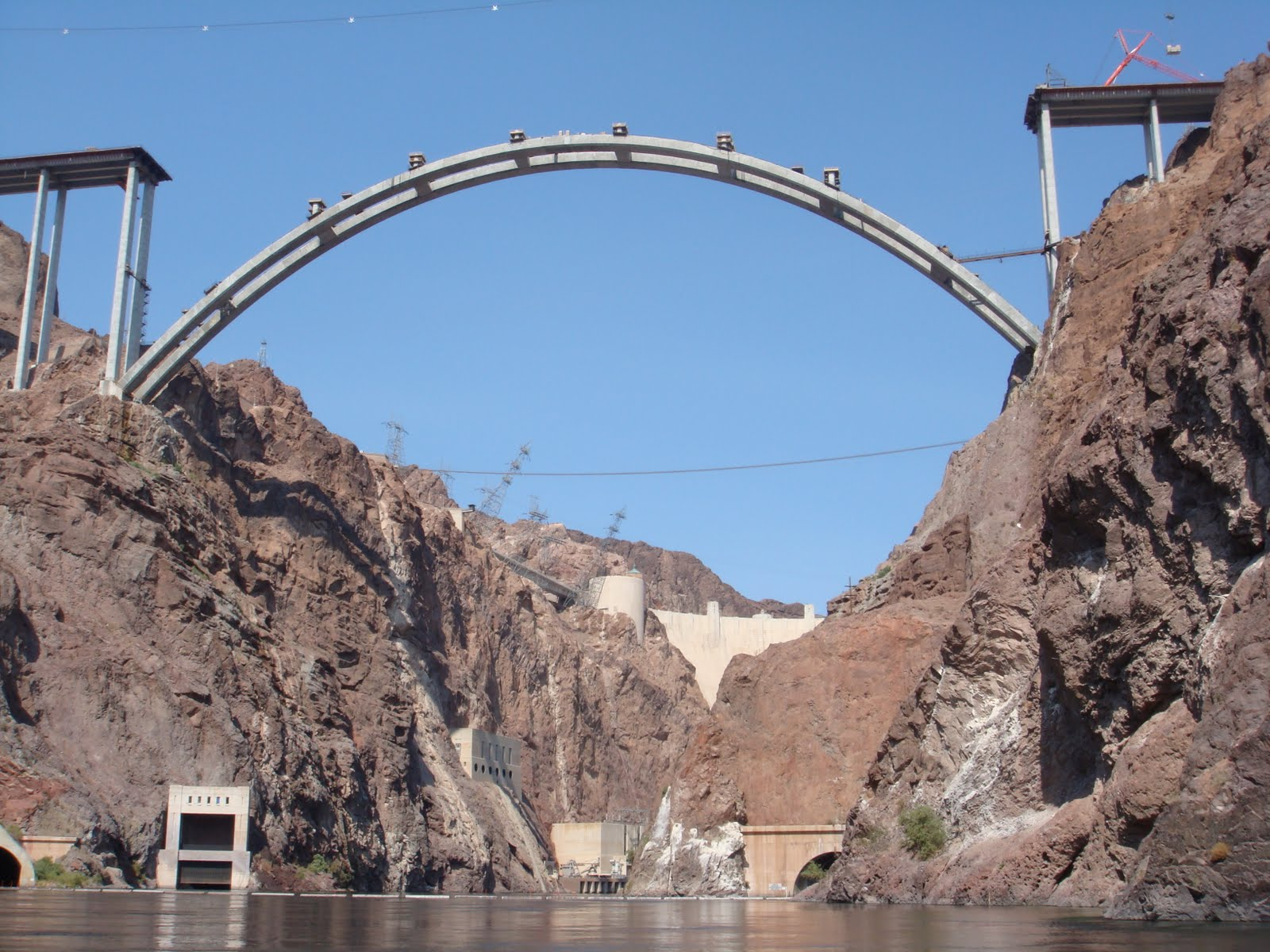
Arco completado en septiembre de 2009

Los arcos están hechos de 106 piezas—53 por arco— de 7,3 metros cada una encofradas en secciones. El arco se construyó desde ambos lados del puente al mismo tiempo, apoyado por tirantes desde torres temporales. Los arcos gemelos fueron completados con la ejecución de los segmentos de centro en agosto de 2009. Aquel mismo mes, las dos mitades del arco quedaron completadas, y quedaron separadas por 3⁄8 pulgada (9.5 mm ) de hueco, que fue rellenado con un bloque de hormigón reforzado. Los tirantes temporales fueron retirados, dejando el arco apoyándose a sí mismo. En diciembre, las ocho columnas verticales sobre el arco habían sido ejecutadas y finalizadas, y al terminar el mes los dos primeros de las 36 piezas que componian el tablero fueron colocadas (de 45 toneladas cada una).

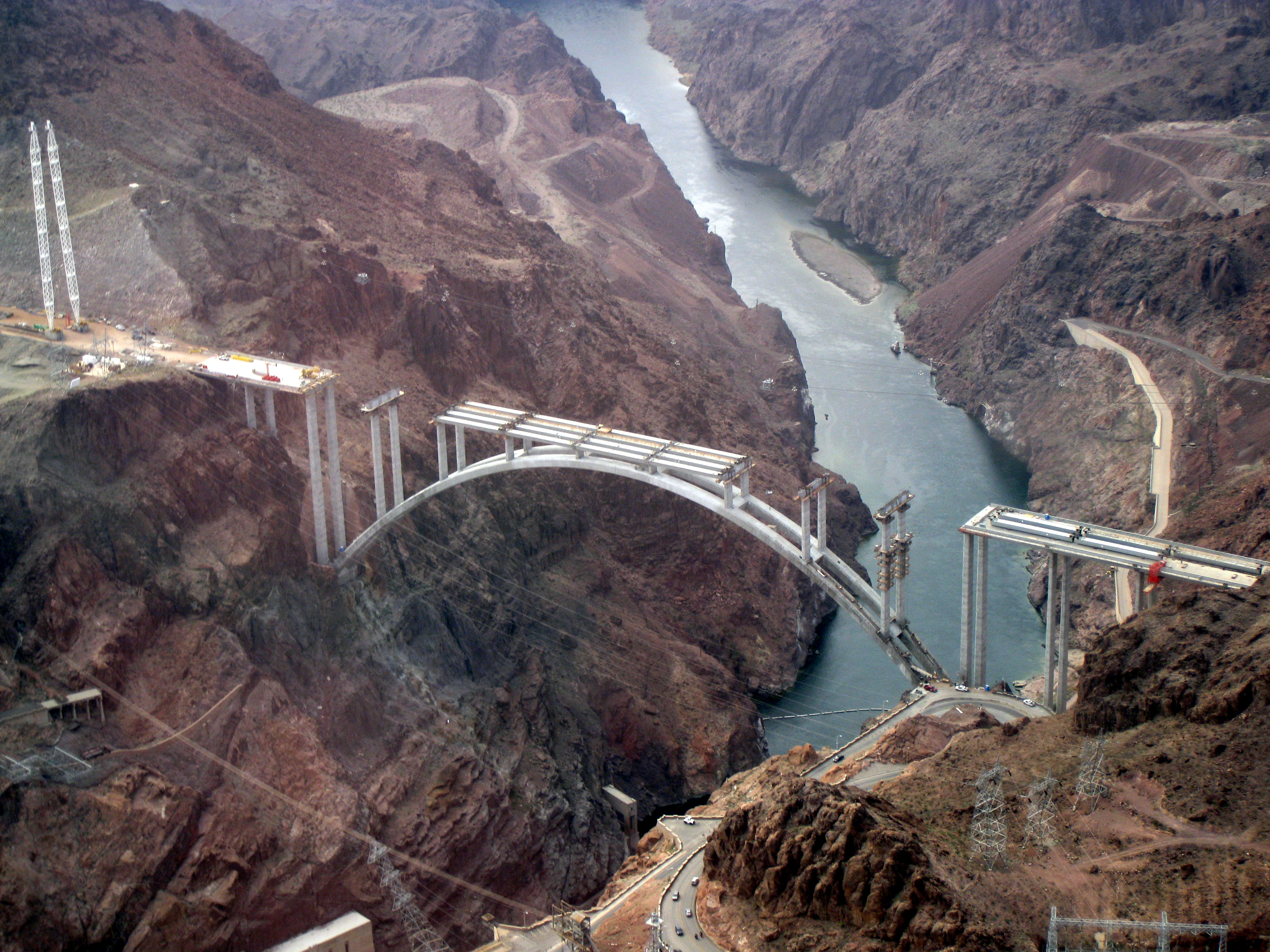
El puente casi completo visto por un helicóptero en febrero de 2010

Para mediados de abril de 2010, todas las vigas del tablero quedaron instaladas, y por primera vez los equipos de construcción podrían andar a través de la estructura de Arizona a Nevada. Al poco después, se empezó a colocar la superficie del tablero.  La cubierta de puente quedó plenamente pavimentada en julio, y las grúas de línea alta fueron retiradas al ir quedando completado el proyecto. El puente quedó completado con una ceremonia de inauguración para el 14 de octubre de 2010, y finalmente una gran fiesta de apertura el 16 de octubre. Quedó abierto al tráfico de bicicletas y peatones para el día 18, y al tráfico vehicular el día 19. La construcción del puente apareció en el episodio 5x02 de la serie de televisión Ingeniería Extrema. La filmación de este episodio tuvo lugar antes del inicio de trabajo en el arco.
Cuándo el puente abrió a tráfico, la carretera encima de la presa Hoover quedó cerrada al tráfico, y todo acceso de visitante al dique se desvió al lado de Nevada; los vehículos todavía pueden circular por encima de la presa hasta Arizona después de pasar una inspección de seguridad, pero tiene que regresar al lado de Nevada para regresar a la US-93. La antigua US-93 entre la presa y el cruce con la actual fue renombrada como la Carretera estatal de Nevada 172. La carretera encima del nuevo puente recibió la designación Interestatal 11 en 2018, después de completarse la variante de Boulder City.

## Nombre
A finales de 2004, el nombre de puente propuesto honraba tanto a Mike O'Callaghan como a Pat Tillman. Esto se anunció en una ceremonia por el Gobernador de Nevada, Kenny Guinn, y el Gobernador de Arizona, Janet Napolitano. O'Callaghan era un condecorado veterano de la guerra de Corea, siendo el Gobernador de Nevada de 1971 hasta 1979, y fue el editor ejecutivo en el periódico Las Vegas Sun durante muchos años hasta su muerte el 5 de marzo de 2004. Tillman había sido un jugador de fútbol para Arizona Universidad Estatal y para los Cardenales de Arizona. Dejó su multimillonaria carrera en la Liga de Fútbol Nacional para alistarse en la infantería de EE. UU., pero murió por fuego amistoso en Afganistán el 22 de abril de 2004.

## Incidentes

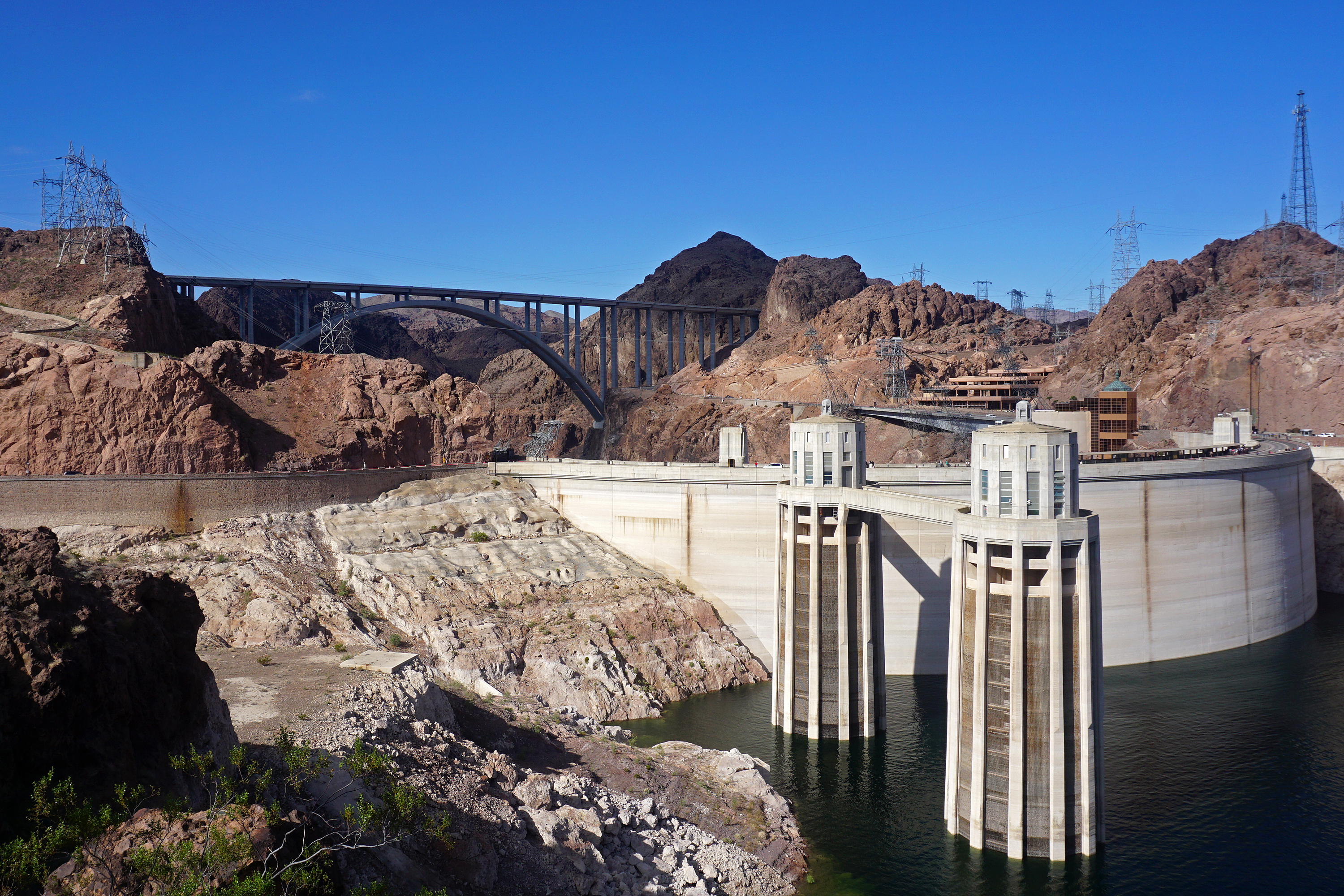
Vista desde aguas arriba de la presa del Hoover con el puente al fondo.

### Derrumbe de una grúa
Los vientos fuertes soplando a través del Cañón negro el 15 de septiembre de 2006 parecen ser la causa del colapso de la grúa de "línea alta" que era usada para llevar material y personal al sitio del puente. No se sufrieron daños materiales o personales por el accidente. La construcción se retomó en el mismo octubre de 2006, pero el incidente supuso un retraso de casi dos años en la construcción.
Las compañías constructoras Obayashi Corp. Y Construcción de PSM, EE. UU., el inc. se hicieron cargo del coste de retirada de escombros y la reconstrucción de las grúas. El contrato de reconstrucción para las grúas fue otorgado a Cincinnati  F&M Mafco Inc.

### Accidentes
El trabajo estuvo parado cuándo un trabajador de construcción de Las Vega, de 48 años, Sherman Jones, falleció en la obra. Un hierro le atravesó el pecho durante construcción mientras ajustaba un cable utilizó para alinear torres de cemento provisionales.
El primer suicidio conocido en el puente tuvo lugar el 7 de abril de 2012. Los oficiales federales eran incapaces de persuadir la víctima para no saltar desde el paso peatonal del puente. Otros han pasado desde entonces. Representantes del Departamento de Nevada del transporte "constantemente está controlando la situación," y  "planeaban estudiar medidas preventivas en el puente" en reuniones en agosto o septiembre de 2012.

## En cultura popular
- En la 2015 película de desastre San Andreas, el puente es destruido en un terremoto masivo junto con la presa Hoover.

## Citas
- «Hoover Dam Bypass». Central Federal Lands Highway Division. Archivado desde el original el 11 de noviembre de 1998. Consultado el 6 de noviembre de 2010.
- Goodyear, David; Klamerus, Bonnie; Turton, Rob (2005). «New Colorado River Arch Bridge at the Hoover Dam» (PDF). International Bridge Conference 2005 (Pittsburgh: Engineers' Society of Western Pennsylvania): 16-18. Archivado desde el original el 11 de noviembre de 2006. Consultado el 12 de agosto de 2011. «This will be the first arch structure of this scale to combine a composite steel deck with a segmental concrete arch and spandrels. The design is also unique in its use of steel Vierendeel struts between twin concrete arch ribs – a feature that both speeds construction and adds ductility to the lateral framing system for extreme seismic loads.»
- Illia, Tony; Cho, Aileen (2009). «Buffeted by High Winds and Setbacks, a Bypass Is Making History Near Hoover Dam». Engineering News-Record 263 (18): 18-24. ISSN 0891-9526. (requiere suscripción) for the article with the timeline.
- Illia, Tony (5 de enero de 2010). «Buffeted by High Winds and Setbacks, a Bypass Is Making History Near Hoover Dam». pp. 1-3.